# Lorenzo de' Medici
Lorenzo de' Medici (Firenca, 1. siječnja 1449. – Firenca, 8. travnja 1492.) zvan Lorenzo Veličanstveni (Lorenzo il Magnifico) bio je firentinski državnik i de facto vladar Republike Firence.

## Životopis
Lorenzo je bio najstariji sin od petero djece Piera Nadutog (Piero il Gottoso) i Lucrecije Tornabuoni. I njegovi su roditelji, poput njegova djeda Cosima, bili veliki mecene umjetnosti i umjetnika: njegova majka Lucrezia pisala je sonete i bila njegov savjetnik nakon rane očeve smrti 2. studenoga 1469.
Lorenzo je odgojen u sjajnoj atmosferi medicejskog dvora, učitelj mu je bio diplomat Gentile Becchi. Još kao mladića, otac Piero slao ga je u diplomatske misije u Rim, na susrete s papom i važnim kardinalima, s nepunih 17 godina - 1466., ušao je u Vijeće stotine Republike Firence. Ubrzo nakon tog se oženio 1469. za plemkinju Clarice Orsini, s kojom je imao devetoro djece. Nakon smrti oca Piera (2. studenog 1469.), preuzeo je  brigu o vođenju obitelji Medici i njihovih obiteljskih poslova (bankarstvo), ali i grada Firence i republike, iako je i nadalje formalno ostao samo običan građanin.

### Lorenzo kao vladar Firence
Lorenzo se ubrzo pokazao sposobnim vladarom, ali je zbog vođenja republike zanemario obiteljski posao – bankarstvo, što ga je neizravno vodilo u propast. Tijekom njegove vladavine, nekoliko predstavništava njihove obiteljske banke bankrotiralo je zbog loših kreditnih plasmana, tako da je pred kraj svog života ušao u financijske poteškoće.
Lorenzo je poput svog djeda Cosima i oca posredno vladao Republikom Firencom preko svojih ljudi u vijeću tog grada republike (Priori), uvjeravanjem, podmićivanjem, prijetnjama i strateškim brakovima. Njegova vladavina bila je gotovo tiranska: ljudi su imali malo sloboda, ali je Firenca procvjetala pod njegovom vladavinom. Takav oblik vladavine stvorio mu je brojne neprijatelje među suparničkim obiteljima - od kojih su najveći i najmoćniji bili obitelj Pazzi.
Na Uskrs 26. travnja 1478., pokušan je atentat (Zavjera Pazzi) na njega i njegova brata Giuliana u Firentinskoj katedrali. Iza te zavjere stajali su suparničke obitelji Pazzi i Salviati i sam papa Siksto IV. Napadači su uspjeli noževima i mačevima ubiti Giuliana, ali se izbodeni Lorenzo uspio spasiti bijegom. Nakon tog je Lorenzo pohvatao i pobio sve zavjerenike (svećenik koji je vodio misu, nadbiskup Pise Francesco Salviati) i velik dio obitelji Pazzi.
Vrijeme nakon neuspjele zavjere Pazzi, proteklo je u otvorenom gnjevu pape Siksta IV. i Vatikana na Medicije i Firencu. Siksto IV. plijenio je medicejsku imovinu do koje je mogao doći, i ekskomunicirao Lorenza i cijelu firentinsku vladu na kraju je zabranio bilo kakve odnose s Republikom Firencom. Kad su se sve te mjere pokazale slabima, Siksto IV ustanovio je vojni savez protiv Firence s napuljskim kraljem Ferdinandom I., koji je poslao svog sina Alfonsa u napad na Toskanu.
Lorenzo se uspio othrvati i tom pritisku, oslanjajući se na podršku firentinskih građana, i tradicionalne saveznike Firence; - Bolognu i Milano, tako da se rat odužio. Na kraju je Lorenzo uspio diplomacijom stišati strasti, -osobno je otputovao u Napulj i riješio krizu. Nakon tog se posvetio zakonodavnim promjenama u Republici Firenci, nastojaći i na taj način učvrstiti svoju vlast.
Lorenzo je u posljednjem razdoblju svoje vlasti, kao i njegov djed Cosimo, provodio politiku održavanja mira i ravnoteže između raznoraznih snaga na Apeninskom poluotoku (Francuska, Sveto Rimsko Carstvo, Habsburzi), istovremeno je održavao dobre odnose s osmanskim sultanom Mehmedom II., zbog pomorske trgovine, koja je bila glavni izvor medicejskog bogatstva.

### Lorenzo kao mecena umjetnosti
Za Lorenzove vladavine u Firenci su radili brojni renesansni umjetnici; Piero del Pollaiolo, Antonio del Pollaiuolo, Andrea del Verrocchio, Leonardo da Vinci, Sandro Botticelli, Domenico Ghirlandaio i Michelangelo Buonarroti. Lorenzo nije puno naručivao, ali je svojim utjecajem i vezama omogućio umjetnicima da dobiju brojne narudžbe i tako posredno utjecao na razvoj visoke renesanse.
Michelangelo je živio, učio i radio na Lorenzovu dvoru kao član njegove obitelji punih pet godina, tako da je Lorenzo osobno puno pridonio njegovu razvoju kao umjetnika.
Lorenzo se i sam okušao u umjetnosti kao pjesnik - svoje sonete pisao je na narodnom jeziku iz tadašnje Toskane. U svojim mladenačkim sonetima slavi život, dok su mu oni iz zrele dobi, prožeti melankolijom i osjećajima koji opisuju krhkost i nestabilnost ljudske prirode. 
Lorenzo je značajno povećao fundus Biblioteke Laurenziane koju je osnovao još njegov djed Cosimo. Njegovi agenti dobavljali su mu rijetke klasične antičke rukopise s Levanta, koje su kasnije prepisivale firentinske radionice i širile ih po cijeloj Europi. Lorenzo je na svom dvoru okupio velik krug prijatelja koji su studirali grčku filozofiju, i pokušali spojiti Platonove ideje s kršćanstvom, među njima su bili filozofi; Ficino, Poliziano i Pico della Mirandola.

### Posljednje godine života i smrt
Pred sam kraj Lorenzova života Firenca je postala velika Savonarolina propovjedaonica, on je svojim vatrenim demagoškim propovjedima uzburkao cijeli Apeninski poluotok. Osobno je vjerovao da je kršćanstvo suviše udaljeno od grčko-rimske kulture, tako da nije vjerovao u Lorenzov projekt spoja kršćanstva i platonizma. Ali Savonarola je trebao Lorenzu u borbi protiv Vatikana, tako da se on osobno angažirao da ga dovede u Firencu.
Lorenzo de 'Medici umro je u noći 8. travnja 1492., u tadašnjem predgrađu Firence u medicejskoj vili Careggi. On i njegov brat Giuliano pokopani su u Kapeli Medici (Cappelle medicee) u Bazilici San Lorenzo koju je projektirao i izveo Michelangelo.

## Pogledajte i ove stranice
- Medici